# Chata Mrowców w Katowicach
Chata Mrowców w Katowicach – chata położona przy ulicy Braci Wieczorków 17 w Katowicach, na obszarze dzielnicy Ligota-Panewniki. 
Pochodzi ona prawdopodobnie z I połowy XIX wieku (bądź z II połowy XIX wieku), a wybudowano ją na południowym brzegu Kłodnicy, przy dawnej drodze z Ligoty. Stanowi ona jeden z reliktów XIX-wiecznej zabudowy wiejskiej Kokocińca, a także jest klasycznym przykładem tradycyjnego śląskiego budownictwa.   
Chata rodziny Mrowców to znajdujący się w ogrodzie budynek drewniany o konstrukcji zrębowej, z murowaną z cegły i pokrytą tynkiem częścią gospodarczą. Powierzchnia zabudowy chaty wynosi 79 m². Stoi ona na niedużym fundamencie z naturalnego kamienia. Chata jest jednokondygnacyjna, zwieńczona dachem półszczytowym, krokwiowym, kryty papą. 
W ścianie frontowej chaty znajdują się belki pułapowe, a w węgłach części mieszkalnej wiązania belek na tzw. „rybi ogon”. Ściany boczne i szczytowe chaty mają deskowanie w „jodełkę”. We wnętrzu chaty urządzono kwadratową sień, kuchnię z komorą i pokój z izdebką. Pułapy drewniane chaty podtrzymywane są przez sosręby. W otoczeniu chaty znajduje się szpaler kasztanowców. 
Chata należy do rodziny Mrowiec. Jej właściciele prowadzą stopniowy remont budynku. Do 2018 roku odtworzono m.in. od postaw kuchenny piec kaflowy. Przy chacie organizowane są też wydarzenia kulturalne. 13 września 2014 roku chata była miejscem pikniku w ramach obchodów Europejskich Dni Dziedzictwa organizowanych przez Miejski Dom Kultury „Ligota” w Katowicach. W ramach tego wydarzenia odbyły się m.in. występy lokalnych zespołów.
Chata wpisana jest do gminnej ewidencji zabytków miasta Katowice.